# Мэр, Анри
Анри Мэр (фр. Henri Maire, 1917—2003) — французский виноградарь и бизнесмен.

## Биография
Выходец из семьи потомственных виноделов, род которых прослеживается с 1632 года. Получил во владение небольшой семейный виноградник вскоре после того, как коммуне Арбуа присвоили титул 1-го контролируемого аппелласьона Франции в мае 1936 года. Развил семейный бизнес, создав один из крупнейших аппелласьонов Франции площадью 300 га. В рамках дальнейшего развития своего бизнеса в 1955 году основал компанию Henri Maire SA.
Компания Мэра получила известность во Франции и за её пределами благодаря активной маркетинговой политике: использование заказов по почте, прямых продаж торговыми представителями, участие в более чем 200 торговых мероприятиях во Франции и за границей, включая «островной винный тур» с известным ресторатором Реймоном Оливером. Большую известность компании Мэра принесло фирменное жёлтое вино, хранящееся в подвалах
знаменитого парижского ресторана La Tour d'Argent.
В 1957 году, после запуска в СССР первого искусственного спутника Земли, Мэр заключил с советским консулом пари на тысячу бутылок шампанского, что советские спутники не смогут «увидеть» обратную сторону Луны. Мэр был уверен, что ничем не рискует, но после полёта в сентябре 1959 года советской АМС «Луна-3», которая произвела фотографирование обратной стороны Луны, признал своё поражение и отправил тысячу бутылок шампанского в адрес Академии Наук СССР. Сергей Королёв раздал это вино всем сотрудникам, организовывавшим полёт «Луны-3». Одну из этой тысячи бутылок нынче можно увидеть в экспозиции Музея космонавтики в Москве.
Анри Мэр скончался 28 ноября 2003 года, его компания на сегодняшний день является одной из ведущих винодельческих фирм департамента Юра. Уже после его кончины, 16 ноября 2006 года 20 тысяч бутылок красного вина компании Мэра были погружены на грузовой корабль, на котором за 83 дня совершили кругосветное путешествие, воплощающее идею «островного винного тура». По возвращении корабля энологи, приглашенные на дегустацию, констатировали, что вино достигло особой зрелости, как и в предыдущем опыте 40 лет назад.